# Дивов, Иван Иванович
Иван Иванович Дивов (24 ноября (5 декабря) 1706 — 10 октября (21 октября) 1773) — действительный тайный советник, президент Юстиц-коллегии, сенатор.

## Биография
Родился 24 ноября (5 декабря) 1706 года. 
В 1722 году поступил в Невский пехотный полк ротным писарем; в 1726 году был взят генеральным писарем в походную канцелярию генерала Бона и, находясь при нём, в 1728 году был произведён в секретари ранга поручика. В 1731 году, поступив в штат фельдмаршала князя Трубецкого, он получил чины обер-аудитора в 1734 году и генерал-аудитора-лейтенанта в 1735 году. В 1740 году был пожалован в советники счётной экспедиции военной коллегии. 
По воцарении Елизаветы Петровны находился при следственной комиссии, рассматривавшей поступки Б. X. Миниха, А. И. Остермана, М. Г. Головкина и других лиц, пользовавшихся особым доверием Анны Леопольдовны. Здесь, благодаря ловкой изворотливости своего ума, он приобрёл особенную благосклонность первоприсутствовавшего в этой комиссии генерал-прокурора князя Никиты Юрьевича Трубецкого и этим открыл себе путь к дальнейшему повышению: в 1741 году он был произведён в генерал-рекетмейстеры, в 1748 — был пожалован в генерал-майоры, с оставлением при прежней должности; в 1752 году получил орден Св. Анны, в конце 1755 года был пожалован в чин тайного советника. В 1762 году Пётр III назначил его генерал-полицеймейстером в Москве, а Екатерина II в 1764 году определила Дивова в президенты юстиц-коллегии и в сенаторы. По прошению был уволен от службы 29 сентября 1767 года, с чином действительного тайного советника.
Скончался 10 (21) октября 1773 года; похоронен на Лазаревском кладбище Александро-Невской Лавры.

## Семья
Сыновья:
- Адриан (1749—1814)
- Николай (1752—1812)
- Александр — полковник, командир Ревельского пехотного полка.